# Atomaria bella
Atomaria bella is een keversoort uit de familie harige schimmelkevers (Cryptophagidae). De wetenschappelijke naam van de soort werd in 1875 gepubliceerd door Edmund Reitter.